# Isaac Donkor
Isaac Donkor (15 augustus 1995) is een Ghanees voetballer die bij voorkeur als rechtsback speelt. Hij stroomde in 2012 door vanuit de jeugd van Internazionale.

## Clubcarrière
Donkor debuteerde voor Internazionale op 22 november 2012 in de Europa League tegen het Russische Roebin Kazan. Hij verving na 73 minuten de geblesseerde Andrea Ranocchia. Ook Andrea Romanò maakte in die wedstrijd z'n debuut.